# Machaonia peruviana
Machaonia peruviana är en måreväxtart som beskrevs av Herbert Fuller Wernham. Machaonia peruviana ingår i släktet Machaonia och familjen måreväxter.
Artens utbredningsområde är Peru. Inga underarter finns listade i Catalogue of Life.